# NGC 4675
NGC 4675 је спирална галаксија у сазвежђу Велики медвед која се налази на NGC листи објеката дубоког неба.
Деклинација објекта је + 54° 44' 14" а ректасцензија 12h 45m 31,7s. Привидна величина (магнитуда) објекта NGC 4675 износи 14,3 а фотографска магнитуда 15,1. Налази се на удаљености од 83,2000 милиона парсека од Сунца. NGC 4675 је још познат и под ознакама UGC 7935, MCG 9-21-39, CGCG 270-19, IRAS 12432+5500, PGC 42998.